# Rick Astley
Richard Paul Astley, detto Rick (Newton-le-Willows, 6 febbraio 1966), è un cantautore, musicista e conduttore radiofonico britannico.

Firma di Rick Astley

Scoperto artisticamente e prodotto dal trio Stock, Aitken & Waterman, ha realizzato sotto la loro influenza i suoi primi due album, composti da brani pop dance. Il suo particolare timbro vocale ha fatto di lui uno dei principali interpreti musicali maschili della sua generazione.
Ha raggiunto la fama nella seconda metà degli anni Ottanta con i due brani Never Gonna Give You Up e Together Forever, usciti rispettivamente negli anni 1987 e 1988.
Le vendite complessive dei suoi dischi, tra singoli e album, si aggirano sui 40 milioni di copie.
Dal 2007 il videoclip del suo singolo Never Gonna Give You Up è diventato oggetto di un fenomeno di internet noto come "Rickrolling".

## Carriera
L'esordio di Astley è avvenuto nel 1987 con il brano Never Gonna Give You Up, cui hanno fatto seguito altri fortunati singoli. Ma la formula delle produzioni del trio Stock, Aitken & Waterman, piuttosto ripetitiva, ha poi iniziato a mostrare i suoi limiti, portando quindi Astley a cambiare gruppo di lavoro. A detta di alcuni la sua musica successiva si farà più matura, comportando però anche un minore appoggio da parte del pubblico. Questo già si noterà nel singolo di lancio del suo terzo album, Cry For Help, un'intensa soul ballad con forti influenze gospel; mentre il successivo, Move Right Out, sarà decisamente più carico e ritmato.
Dopo una pausa di un paio d'anni, Astley si è ripresentato sul mercato nel 1993 con l'album Body and Soul, preceduto dal singolo The Ones You Love. Nonostante l'impegno nel proporre un repertorio più consono al suo timbro vocale, e perciò un pop rivolto a un pubblico più adulto, il disco non ha ottenuto successo commerciale
Dopo il 1993 Astley si è allontanato dal mondo musicale per dedicare tempo alla famiglia, in particolare alla figlia Emily, nata nel 1992.
Nel 2001 ha inciso l'album Keep It Turned On.
Nel novembre del 2008 ha ricevuto il premio come Best Act Ever al MTV Europe Music Awards.
Nel 2016 ha pubblicato un nuovo album, 50, che è arrivato alla prima posizione nel Regno Unito diventando quindi "disco d'oro" con più di 100 000 copie vendute.
Nel 2022 ha partecipato, assieme alle stelle canore degli anni ottanta Salt-N-Pepa, New Kids on the Block e En Vogue, al singolo Bring Back the Time.
A fine agosto 2023 ha pubblicato il singolo Never Gonna Stop.

## Discografia

### Album
- 1987 - Whenever You Need Somebody
- 1988 - Hold Me in Your Arms
- 1991 - Free
- 1993 - Body & Soul
- 2001 - Keep It Turned On
- 2005 - Portrait
- 2016 - 50
- 2018 - Beautiful Life
- 2023 - Are We There Yet?

### Singoli
- 1987 - Never Gonna Give You Up
- 1987 - Whenever You Need Somebody (singolo)
- 1987 - When I Fall in Love
- 1987 - My Arms Keep Missing You
- 1988 - Together Forever
- 1988 - It Would Take a Strong Strong Man
- 1988 - She Wants to Dance with Me
- 1988 - Take Me to Your Heart
- 1988 - Giving Up on Love
- 1989 - Hold Me In Your Arms
- 1989 - Ain't Too Proud to Beg
- 1991 - Cry for Help
- 1991 - Move Right Out
- 1991 - Never Knew Love
- 1993 - The Ones You Love
- 1993 - Hopelessly
- 2001 - Sleeping
- 2002 - Keep It Turned On
- 2010 - Lights Out
- 2012 - Goodbye but Not the End
- 2016 - Keep Singing
- 2016 - Angels On My Side
- 2016 - Dance
- 2018 - Beautiful Life
- 2018 - Empty Heart
- 2020 - Love This Christmas
- 2023 - Never Gonna Stop

### Raccolte
- 1990 - Dance Mixes
- 1999 - 12" Collection
- 2000 - Together Forever – Greatest Hits And More...
- 2002 - Greatest Hits
- 2003 - The Best Of Rick Astley – Never Gonna Give You Up
- 2004 - Love Songs
- 2004 - Platinum And Gold Collection
- 2004 - Artist Collection
- 2006 - Collections
- 2006 - Best Of The Best Gold
- 2007 - Together Forever – The Best Of Rick Astley
- 2008 - Ultimate Collection
- 2008 - Playlist: The Very Best Of Rick Astley
- 2010 - Super Hits
- 2014 - Greatest Hits
- 2014 - The Best Of Rick Astley